# 蒼白長鱸
蒼白長鱸，為輻鰭魚綱鱸形目鱸亞目鮨科的其中一種，分布於太平洋區，包括加羅林群島、馬里亞納群島、馬紹爾群島、萊恩群島、社會群島、土阿莫土群島、皮特凱恩群島等海域，棲息深度18-50公尺，體長可達6.4公分，生活在水淺的潟湖、珊瑚礁、藻礁，為底棲性魚類，屬肉食性，生活習性不明。

## 擴展閱讀
維基物種上的相關：蒼白長鱸